# Fernando Velloso
Fernando de Castro Velloso (Rio de Janeiro, 21 de junho de 1941) é oficial do Exército da Arma de Engenharia reformado com proventos de General de Divisão, engenheiro civil e militar, mestre em Engenharia de Sistemas, professor e escritor brasileiro.
Velloso começou sua carreira militar e de engenharia em fevereiro de 1960 quando entrou na Academia Militar das Agulhas Negras - AMAN, graduando-se Aspirante-a-Oficial da Arma de Engenharia em 20 de dezembro de 1962 –Turma Duque de Caxias. Exerceu inúmeras funções de destaque ao longo de sua vida militar, particularmente na construção da estrada BR-163 (Cuiabá - Santarém), no Instituto Militar de Engenharia – como professor em cursos de Graduação e de Mestrado –, no Centro de Processamento de Dados, na Diretoria de Informática, na Comissão de Locação e Nivelamento da Ponte Rio-Niterói (EB/DNER) e, no Estado-Maior do Exército, como Assessor do Ministro do Exército no Conselho Nacional de Informática e Automação – CONIN, conselho este criado pela Lei 7.232/84, que dispõe sobre a Política Nacional de Informática. Em 1970 graduou-se Engenheiro Civil e Militar no Instituto Militar de Engenharia – IME, optando, então, por transferir-se para o Quadro de Engenheiros Militares – QEM e em 1979 concluiu o mestrado em Engenharia de Sistemas / Informática, também no IME, ocasião em que apresentou a dissertação intitulada “O emprego da aritmética de números p-ádicos e do código de Hensel na computação de pseudo-inversas de matrizes”. Concluiu curso da Associação dos Diplomados da Escola Superior de Guerra – ADESG em 1983. Frequentou seminários de hardware e software na International Business Machines – IBM, nos Estados Unidos, em 1984.  Como Diretor Executivo e Presidente do Conselho Diretor da Associação da Turma Duque de Caxias - ATUDUCAX, associação sem fins lucrativos que congrega famílias de concludentes da Academia Militar das Agulhas Negras de 1962; para ela Velloso propôs brasão e canção, todos muito significativos. Organizou e editou (projeto, redação e arte) o Almanaque Atuducax, em 2012, publicação que atualizou em cinco edições sucessivas, tendo lançado a última em 2022, ano em que sua Turma na Academia Militar das Agulhas Negras completou 60 anos de formatura. Responsável pela edição da página da ATUDUCAX na Internet. Dedicou-se ao estudo da língua portuguesa a partir de 1963, quando ingressou no curso de Pedagogia na Faculdade Estadual de Filosofia, Ciências e Letras de União da Vitória, integrante da Universidade Estadual do Paraná – UNESPAR. Em 2009 concluiu pós-graduação em Língua Portuguesa pela Universidade Castelo Branco – UCB/RJ, tendo apresentado como dissertação “O significado dos signos em níveis lexicais, frasais e textuais”.

## Principais trabalhos na área de Engenharia

### Rodovia BR 163 – Cuiabá-Santarém
Nos anos de 1971 e 1972 Velloso foi o engenheiro chefe da implantação da topografia na construção da estrada BR-163 - Cuiabá-Santarém, no trecho de 800 quilômetros de Cuiabá (MT) a Cachimbo (PA).
A estrada BR-163 Cuiabá- Santarém foi concebida como parte do programa para integrar a Amazônia ao território brasileiro, no início dos anos 70. Teve como objetivo promover a expansão da agropecuária e a ocupação de grande vazio demográfico. Confiada a dois batalhões de Engenharia do Exército Brasileiro, em sua implantação atravessou a riqueza da biodiversidade da região – decorrente da coexistência de diferentes biomas – e três grandes bacias hidrográficas – rios Teles Pires-Tapajós, Rio Xingu e Rio Amazonas – que drenam a região. No seu texto “Cuiabá – Santarém: Uma estrada rasgando a floresta”, publicado na Revista da Cultura nº 26, de março de 2016, da Fundação Cultural Exército Brasileiro – FUNCEB, Velloso apresenta aspectos ligados à locação da estrada e comenta a respeito de seu momento atual, apresentando informações valiosíssimas sobre a construção da Cuiabá-Santarém, como síntese de trabalho de maior amplitude que publicara na Revista “A Defesa Nacional”, da Biblioteca do Exército, na edição nº 647 de jan/fev de 1973.
O Boletim Interno de 14 de dezembro de 1972 do 9º Batalhão de Engenharia de Construção publicou: “ (...) Foram dias memoráveis aqueles que marcaram o trabalho ingente das Frentes de Topografia, quando a Unidade, com o Cap VELLOSO como planejador e executor, procurava a todo custo, implantar no terreno o anteprojeto da LASA, ligando por  terra  Cuiabá a Cachimbo (...); foram dias marcados por fatos inesquecíveis e que passaram para a história da própria Unidade. A conquista das frentes do Caiabi e do Renato, a abertura da Frente de Cachimbo; os incidentes com os índios, a malária, o lançamento de paraquedistas, numa operação aéreo-terrestre para a recuperação do campo de pouso do Teles Pires, que deu condições para a abertura da Frente do Renato, o avanço sempre e sempre, apesar das chuvas e de todos os obstáculos, a subida e a descida da Serra do Cachimbo, a travessia dos rios, a alegria esfuziante enfim do encontro das turmas do Sul e do Norte, materializando a conclusão do trabalho, a conquista do objetivo. Esses fatos passaram a fazer parte de nós mesmos dada a intensidade com que foram gravados em nossa sensibilidade. O Cap Velloso deve se orgulhar de todos esses feitos, pois poucos brasileiros terão o privilégio de poder contar a seus filhos o que foi essa jornada épica da qual foi o principal protagonista (...) – TC Eng QEMA JOSÉ MEIRELLES – Comandante do 9º Batalhão de Engenharia de Construção.

### Ponte Rio-Niterói
Tendo sido designado engenheiro do escritório da Comissão Especial de Locação e Nivelamento da Ponte Rio-Niterói – COSELP, por força de convênio assinado entre o então Departamento Nacional de Estradas de Rodagem – DNER e o então Ministério do Exército, Velloso foi o chefe daquela comissão em 1973 e 1974, até a data de sua inauguração, a 04 de março de 1974, na ocasião a terceira maior ponte do mundo em extensão. A respeito dessa grandiosa obra, publicou, em 1974, no Instituto Militar de Engenharia – IME, o livro "Os trabalhos da Comissão Especial de Locação da Ponte Presidente Costa e Silva – Ponte Rio-Niterói" e, posteriormente, na iminência de a obra completar 40 anos, Velloso publicou, em maio de 2013, o trabalho “Ponte Rio-Niterói, um marco em nossa engenharia”, na Revista da Cultura nº 21, da Exército Brasileiro – FUNCEB.

### Delimitação Geodésica de Grande Fazenda na Região Amazônica
Levantamento e determinação dos exatos limites de uma fazenda na Amazônia, com área de 315.871ha – equivalente a cerca de 15% de todo o estado de Sergipe – sobre cartografia matemática, apoiada em campo em determinações geodésicas (coordenadas a partir de rastreamento doppler de satélites) e, no gabinete, por interpretação de imagens de radar e fotografias aéreas.

## Docência
Velloso dedicou grande parte de sua vida à cultura e à arte de ensinar. Foi Diretor Cultural do Círculo Militar da Praia Vermelha, Diretor da Revista da Sociedade Brasileira de Cartografia, Diretor Cultural e da Revista da Associação dos Diplomados do Instituto Militar de Engenharia – ADIME, nos anos de 1969 e 1970 e Assessor Técnico da Diretoria do Clube Militar, em 1978 e 1979. Em docência, na área de engenharia, atuou como professor na graduação e na pós-graduação em engenharia de sistemas no IME. Na graduação lecionou as disciplinas de geodésia, astronomia, estradas, cálculo numérico, cálculo das compensações, computação eletrônica e lógica matemática, tendo publicado “Geodésia”, como suporte a suas palestras. Na pós-graduação, lecionou lógica matemática. Constituiu, ao lado dos eméritos professores César Dacorso Netto – PhD UFF e Luiz Oswaldo Teixeira da Silva – DC IME, a banca que examinou a tese “Tópicos Combinatórios nas Configurações Geométricas”, apresentada com êxito por Alzira Ramalho de Assumpção, para obtenção de título de Mestre-em-Ciências em Engenharia de Sistemas. Foi também professor no curso de engenharia civil na Universidade Federal de Mato Grosso - UFMT, nas disciplinas de aerofotogrametria, mecânica dos fluidos e cartografia matemática; lançou nesta época o trabalho “Emprego da Imagem de Radar e do Posicionamento Geodésico por Satélites como Contribuição Imediata ao Mapeamento Sistemático na Escala 1:100.000”, editado pelo Instituto Militar de Engenharia e apresentado em congresso promovido pela Sociedade Brasileira de Cartografia. Atuou no curso de arquitetura na Universidade Santa Úrsula no Rio de Janeiro, na disciplina de topografia, onde lançou a obra “Topografia” em dois volumes. Na Diretoria de Processamento de Dados (DPD) / Diretoria de Informática do Exército (DInfo) apresentou propostas para reformulação dos currículos das disciplinas na área de Processamento de Dados/Informática na, Academia Militar das Agulhas Negras - AMAN, na Escola de Aperfeiçoamento de Oficiais - EsAO e na Escola de Comando e Estado Maior do Exército - EsCEME, tendo apresentado palestras nessas escolas como chefe de RH do órgão encarregado do assunto, ocasião em que lançou (1982) o livro “Computador, o que tem a me dizer?”, abordando aspectos das linguagens de computação mais utilizadas à época.
Nos anos 1982 e 1983, foi o coordenador dos cursos de Análise de Sistemas e de Programação de computadores ministrados na Fundação Centro de Formação do Servidor Público - FUNCEP, em Brasília, que, na evolução (1986), originou a Escola Nacional de Administração Pública – ENAP. Nessa época, Velloso teve publicado, pela Associação Nacional de Fundações Públicas - ANFUP (associação formada pela FUNCEP e mais treze filiadas distribuídas por capitais no Brasil), seu livro "Tópicos em Processamento de Dados".
Também à época, como suporte a suas aulas, publicou pela Editora Pax, em Brasília, o livro “Quinze Lições de Informática” e, no Rio de Janeiro, lançou, pela Editora Campus, o livro “Informática, uma Introdução”. Foi o representante do Exército Brasileiro junto à IBM na organização e execução de Seminários de Conceitos de Computadores para Chefes Militares, atuando nesses eventos também como conferencista de diversos temas, nas suas versões sucessivas em Brasília (1984), Porto Alegre (1985), São Paulo (1985) e Rio de Janeiro (1986). Velloso criou em 1987 a GFI Consultoria e Treinamento (Grupo de Fomento à Informática), empresa que ministrou cursos nos diversos segmentos da área de informática. Foi, então, o diretor técnico do Curso de Extensão em Análise e Projeto de Sistemas, que a GFI ministrou na Universidade de Brasília, anualmente, no período de 1988 a 2000, sob registro nos órgãos prescritos na Política Nacional de Informática e no Instituto Nacional de Pesquisas Educacionais – INEP, órgão com status de autarquia federal vinculado ao Ministério da Educação. Nos eventos de análise e projeto de sistemas e nos demais cursos técnicos ministrados pela GFI Consultoria e Treinamento, Velloso atuou também como professor - principalmente nas áreas de Redes e de Bancos de Dados – e como orientador de trabalhos de conclusão de curso. Editou pela GFI várias publicações técnicas, destacando-se “Tópicos Avançados em Redes de Computadores e Bancos de Dados”, em 1998. No ensino médio, foi professor, coordenador de série, chefe de estudos e práticas pedagógicas no Colégio Militar de Brasília – CMB, tendo ali ministrado as disciplinas de matemática e de geometria descritiva. Foi coordenador de curso preparatório à EsPCEx - Escola Preparatória de Cadetes do Exército, onde ministrou aulas de português e participou como autor no Tomo 3 (Língua Portuguesa) da obra composta por cinco tomos “Coleção CPrep EsPCEx”, editada em 2011 pelo CMB. Lecionou matemática no preparatório pré-vestibular – PREVEST conduzido pelo colégio. No CMB também exerceu a função de presidente do Instituto de Docência do Magistério Militar – IDMM, responsável pela concessão da Medalha Marechel Trompowisky, que homenageia o patrono do ensino militar brasileiro Roberto Trompowisky Leitão de Almeida. No Colégio Militar de Brasília foi responsável pela criação da revista “O Saber” (ISNN 1983-7658), publicação técnico-científica anual, nascida em 2008, a partir de coletânea de artigos escritos por professores; foi o seu organizador, revisor e editor no período de 2008 a 2012, em 2014 e em 2015. Em 11 de julho de 2009 foi publicada uma notícia no Jornal da Comunidade referente a este trabalho. No dia 24 de junho de 2010, o CMB homenageou Velloso por sua dedicação e pela cooperação que prestou ao colégio através de seu trabalho. Na ocasião foi-lhe ofertada uma placa comemorativa pelos seus 50 anos de incorporação ao Exército Brasileiro (EB) e, pela primeira vez, foi executado o "Dobrado Coronel Fernando de Castro Velloso", de autoria do 3º Sgt Músico Adalberon Brito Lima, composto em sua homenagem e executado pela banda do Colégio Militar de Brasília.
No Colégio Militar de Brasília (CMB), no dia 31 de agosto de 2018, data comemorativa do quadragésimo aniversário daquele estabelecimento de ensino, realizou-se a reinauguração do Pátio Duque de Caxias – revitalizado – seguida de solenidade cívico-militar, durante a qual foi feita entrega da medalha comemorativa da efeméride a personalidades que se têm destacado na história do CMB.  Dentre os agraciados estava o engenheiro civil e militar Fernando de Castro Velloso, que, além de atividades como professor de matemática e de língua portuguesa, foi, por vários anos, coordenador de cursos e de práticas pedagógicas, tendo deixado particular marca como criador da revista técnico-científica “O Saber” e como primeiro presidente do Instituto dos Docentes do Magistério Militar em Brasília-DF.

## Publicações

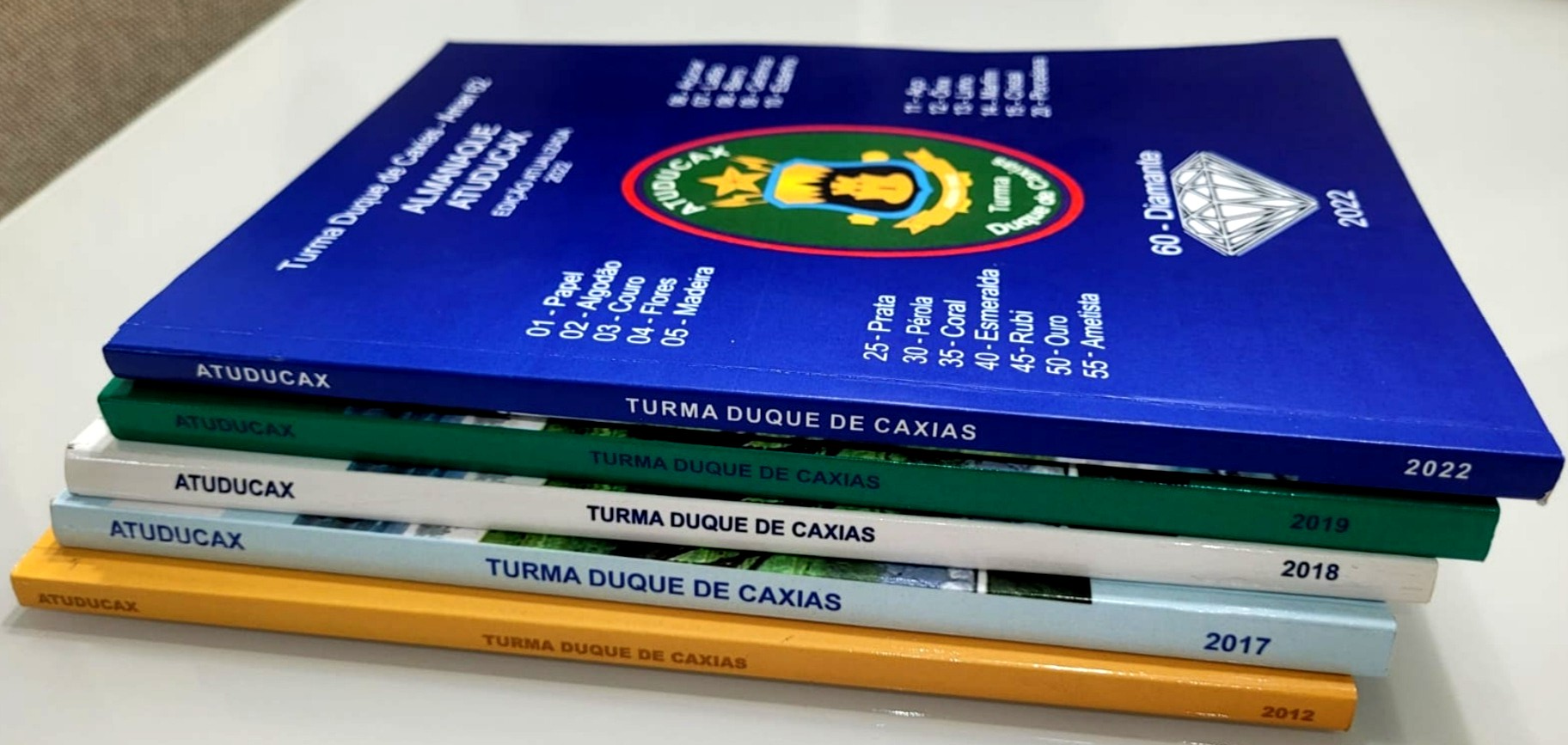
Edições do Almanaque Atuducax

Autor de diversos livros e artigos técnicos – alguns listados no tópico Referências, a seguir – ,com destaque para "Os trabalhos da Comissão Especial de Locação da Ponte Presidente Costa e Silva - Ponte Rio-Niterói" pelo Instituto Militar de Engenharia em 1974; "Trigonometria Esférica" (estudo de triângulos esféricos) pelo Instituto Militar de Engenharia em 1979, e "Informática: Conceitos Básicos" (edições e reimpressões sucessivas desde 1986) pelas Editoras Campus, Elsevier e LTC. No início de 2022, o GEN - Grupo Editorial Nacional, “o maior grupo editorial do país no segmento de publicações e conteúdos científicos, técnicos e profissionais”,  lançou a 11ª edição deste livro, que apresenta os temas mais atualizados da área de informática em linguagem clara e precisa, pela LTC – Livros Técnicos e Científicos Editora Ltda. Desde a primeira edição, o foco do livro é propiciar conhecimento sobre o complexo mundo cibernético. Ao lado das informações básicas e atualizadas, a obra dá ênfase, entre outros temas do estado da arte, à computação nas nuvens, à transformação digital nas empresas, ao avanço das comunicações, ao advento da quinta geração da telefonia móvel, à internet das coisas, ao valor do capital humano na sociedade estruturada em redes telemáticas, e ao consequente incremento da mobilidade computacional. Esta publicação - indicada por bancas de concursos nacionais e adotada em faculdades de todo o país - país -  tornou-se um dos livros de Informática mais vendidos no Brasil, desde o seu lançamento, em 1986, nas renovadas reimpressões anuais. Em 10 de maio de 2014, o Jornal da Comunidade publicou uma notícia sobre o livro Informática: Conceitos Básicos.
No ano de 2015, Velloso lançou, na área literária, o livro “Ai dos Ingratos”, uma coletânea de alguns dos textos poéticos e reflexivos que havia publicado, de 2013 a 2015, no Jornal de Brasília e, em coluna intitulada “Questões de Vida”, em periódico semanal também de Brasília; na obra – reeditada em 2017 –  encontram-se, também, poesia que escreveu e canção que compôs para o Colégio Militar; canção que compôs para sua Turma Duque de Caxias (AMAN/62); e, com especial destaque, poesias dedicadas à Maria Ivonete, sua querida esposa, artista plástica, que idealizou a capa do livro, tendo produzido, com tal fim, representativo óleo sobre tela. As ilustrações de “Ai dos Ingratos” são de Carlos Eduardo Silva. Nesse livro encontram-se tocantes participações de seus filhos Mônica e Fernando, na apresentação e no prefácio.
Editou (projeto, redação e arte) o Almanaque Atuducax, em 2012, ao ensejo do cinquentenário da Turma Duque de Caxias, publicação que atualizou em cinco edições sucessivas, tendo a última sido lançada em 2022 (Gráfica do Exército – Brasília/DF), ano em que sua Turma na Academia Militar das Agulhas Negras completou 60 anos de formatura.

## Condecorações
- Medalha do Mérito do Engenheiro Militar - 28/11/1980 - Círculo de Engenharia Militar
- Ordem do Mérito Cartográfico - 07/05/1984 - Sociedade Brasileira de Cartografia
- Prêmio Missão Austríaca - 31/05/1984 - Exército Brasileiro
- Medalha de Serviço Amazônico - 13/07/1987 - Exército Brasileiro
- Medalha do Pacificador - 11/11/1987 - Exército Brasileiro
- Medalha Militar de Ouro - 12/02/1990 - Exército Brasileiro
- Medalha Marechal Trompowisky - 15/10/2006 - Exército Brasileiro
- Medalha Comemorativa 40 Anos do CMB - 31/08/2018 – Colégio Militar de Brasília